# تايلور برايت
تايلور برايت (بالإنجليزية: Taylor Bright)‏ هي مغنية مؤلفة وملحنة ومغنية وممثلة أمريكية، ولدت في 4 يوليو 1993.

## وصلات خارجية
- الموقع الرسمي